# Anastasia (1997)
Anastasia ist ein US-amerikanischer Zeichentrickfilm der 20th Century Fox aus dem Jahr 1997 von Don Bluth und Gary Goldman. Er wurde 1998 für zwei Oscars in den Kategorien Beste Filmmusik und Bester Song nominiert.

## Handlung
Die Tochter des Zaren Nikolai II., Anastasia Nikolajewna Romanowa, wächst wohlbehütet bei ihrer Familie auf. Doch der größte Feind des Zaren, Rasputin, der seine Seele an den Teufel verkauft und die Familie mit dem Tod verflucht, entfacht 1917 die Oktoberrevolution, und nur Anastasia und ihre Großmutter, Großfürstin Marie, können fliehen, da ein Küchenjunge ihnen einen Weg durch den versteckten Dienstbotentrakt zeigt. Unterwegs werden sie von Rasputin auf einem zugefrorenen Fluss gestellt. Es gelingt ihm, Anastasia in die Hände zu bekommen, doch diese kann sich befreien, woraufhin er im Eis einbricht. Sie beschließen, mit dem Zug nach Paris zu fliehen, doch nur ihre Großmutter schafft den Aufsprung auf den Zug, während Anastasia zurückbleibt. Sie wächst daraufhin in einem Waisenhaus auf und hat seitdem keine Erinnerungen mehr an ihre Herkunft oder an ihre Familie.
Ungefähr zehn Jahre später. Die Revolution ist schon lange vorbei, aber das Gerücht, dass die Zarentochter Anastasia noch lebt, ist weit verbreitet. Marie hat sich in Paris eine neue Existenz aufgebaut. Anastasia, die wegen ihres Gedächtnisverlustes Anya getauft wurde, soll außerhalb des Waisenhauses einen Beruf ausüben, doch sie beschließt stattdessen, ihre Familie zu suchen. Ihr einziger Anhaltspunkt ist ein Medaillon mit der Aufschrift „Zusammen in Paris“, den sie von ihrer Großmutter Marie als Kind bekommen hat, woran sie sich allerdings nicht mehr erinnert. Auf dem Weg nach Sankt Petersburg läuft ihr ein Hündchen zu, das sie Pooka tauft. Da sie keine Papiere wie Ausweis und Ausreisevisum besitzt, will man ihr keine Fahrkarte ins Ausland verkaufen. Aber Anya bekommt einen Tipp, wo sie sich illegal Papiere beschaffen kann: bei Dimitri, einem jungen Gauner, und seinem väterlichen Freund Vladimir. Ebendiese beiden versuchen krampfhaft, eine junge Frau zu finden, die sie problemlos als „Anastasia“ verkaufen können. Denn die Zarenmutter hat eine Belohnung von zehn Millionen Rubel für die Wiederbringung ihrer Enkelin geboten. Bis jetzt sind Dimitri und Vlad jedoch erfolglos; sie können nicht mal ein ihr ähnliches Mädchen finden, geschweige denn eins, das sich entsprechend benimmt. Sie sind zeitweise im alten Katharinenpalast untergekommen, wo niemand mehr wohnt seit der Ermordung der Zarenfamilie. Dorthin verschlägt es auch Anya. Sie wandert durch das leere Schloss und glaubt, sich an bestimmte Dinge (wie einen Ball, fürstliche Kleider, ihre Eltern und Geschwister) zu erinnern, glaubt aber, dass es sich um Träume aus ihrer Kindheit handelt. Als Dimitri und Vlad sie bemerken, erschrickt die in ihre Gedanken versunkene Anya und läuft davon, aber die Kleingauner holen sie ein – genau vor einem Porträt der jungen Anastasia. Die Ähnlichkeit der beiden Gesichter nutzt Dimitri sofort aus: Er will Anya für seinen Plan gewinnen. Als sie ihm von der Suche nach ihrer Herkunft erzählt, beschließt er, sie der Einfachheit halber zu belügen. Anastasia glaubt ihm schließlich, dass sie – zumindest möglicherweise – tatsächlich Anastasia sein könnte.
Bartok, die sprechende Fledermaus von Rasputin, hatte sich ebenfalls im Palast verkrochen, zusammen mit einem Glas voller Dämonen, das Rasputin gebrauchen wollte, um die Romanows zu töten. Dieses Dämonenglas aktiviert sich jetzt wieder. Bartok schließt daraus, dass Anya wirklich Anastasia Romanowa ist. Schnell sucht er seinen Herrn in der Vorhölle auf und berichtet ihm vom Scheitern seines Plans. Rasputin will diesen Fluch mit allen Mitteln zu einem Ende bringen. Die drei Freunde und Pooka befinden sich bereits auf einer Zugfahrt. Dimitri und Anastasia geraten heftig aneinander, während Vlad sich mit Pooka anfreundet. Dummerweise muss Vlad feststellen, dass er bei der Fälschung der Reisepapiere einen Fehler gemacht hat. Die Gruppe verzieht sich in den Gepäckwaggon, der direkt hinter der Eisenbahn angekoppelt ist. Rasputin lässt von seinen Dämonen den restlichen Zug abkoppeln und steckt die Lokomotive in Brand, die mit Höchstgeschwindigkeit auf die nächste Brücke zurast – doch die wird von Rasputin gesprengt. Dimitri gelingt es zwar mit Anyas Hilfe, den Waggon von der Lokomotive abzukoppeln, aber er kann ihn nicht rechtzeitig abbremsen, sodass die ganze Gruppe schließlich abspringt.
Sie finden sich in Polen wieder, von wo sie mit einem Bus nach Deutschland fahren wollen. Anyas Unterricht beginnt: Dimitri und Vlad hämmern ihr höfisches Benehmen, den Familienstammbaum Romanow, reiten und diverse andere Dinge ein. Aber nichts davon stellt ein Problem für sie dar, alles scheint völlig natürlich für sie zu sein. In Deutschland angekommen, nehmen sie ein Schiff nach Frankreich, und Anya bekommt ein Kleid von Dimitri geschenkt. Beim Tanzunterricht auf dem Deck kommen sich die beiden näher, doch der romantische Moment wird jäh von Pooka gestört. Nachts dringt Rasputin in Anyas Träume ein und bringt sie zum Schlafwandeln. Sie geht in einem tobenden Sturm bis zur Reling des Schiffes und will hinunterspringen, da sie selbst nichts vor sich sieht als einen friedlichen Teich. Pooka hat als einziger ihr Verschwinden bemerkt und weckt Dimitri, der gerade noch rechtzeitig kommt, um Anya zu retten, deren Traum inzwischen zum Albtraum geworden ist. Anya schreit und schlägt um sich, denn Rasputin hat sich ihr gezeigt und bedroht sie. Doch Dimitri kann sie aufwecken und tröstet sie.
In Paris sucht Marie mithilfe ihrer Cousine Sophie, die ihre beste Freundin ist, nach Anastasia, aber alle Frauen, die sich ihr vorstellen, werden von ihr als Betrügerinnen entlarvt. So beschließt sie, der Suche ein Ende zu bereiten. Nur einen Tag später tauchen Anya, Dimitri, Vlad und Pooka bei Sophie auf, die früher eine Beziehung mit Vlad hatte. Diese scheint auch wieder aufzuleben; außerdem ist Sophie schnell überzeugt, die echte Anastasia vor sich zu haben. Bei der Befragung ist eine echte Erinnerung von Anya zum Vorschein gekommen: die Hilfe des Küchenjungen bei der Flucht aus dem Palast. Als sie diese beschreibt, wird auch Dimitri klar, dass es sich um Anastasia handeln muss, denn er war damals der Küchenjunge. Schockiert zieht er sich von Anya zurück, zu der er bis dahin schon beinahe ein romantisches Verhältnis hatte. Er hält es nicht für angemessen, dass etwas Derartiges zwischen ihm und der Zarentochter abläuft. Bei einem Shopping-Trip durch Paris stellt er fest, dass es ihm geradezu das Herz bricht. Aber er versucht jetzt umso inständiger, Anya mit ihrer Großmutter zusammenzubringen, die aber keine „Anastasia-Doppelgängerin“ mehr sehen will. Bei einem Besuch des russischen Balletts hat sich, mit der Unterstützung Sophies, dennoch eine Gelegenheit ergeben. Vorher sagt Dimitri Vlad die Wahrheit über Anya, aber auch, dass er sie nicht über seinen bisherigen Betrugsversuch aufklären wird. Er beschließt, nach Abschluss seines Auftrages nach St. Petersburg zurückzukehren, auch wenn er weiß, dass sein bester Freund Vlad in Paris bleiben wird. Vlad gehörte einst ebenfalls dem russischen Adel an und kann in Frankreich an Sophies Seite ein angenehmes Leben führen. Dimitri weiß jedoch, dass das nichts für ihn ist.
Als er mit der Zarenmutter spricht, hört Anya durch Zufall, dass Dimitri zunächst auf der Suche nach einem Anastasia-Ersatz war, um das Geld zu bekommen. Zutiefst verletzt, will sie gehen. Dimitris Versuch, ihr die Wahrheit zu sagen, scheitert. Doch er schafft es, Marie eine Spieluhr zu geben, die diese einmal Anastasia geschenkt hat und die Dimitri bei der Revolution in die Hände fiel. Anya besitzt den Schlüssel zu der Spieluhr. Als Marie endlich mit ihr redet, kehren Anyas Erinnerungen zurück. Sie will als letzte überlebende Romanow bei ihrer Großmutter in Paris bleiben. Dimitri wird zur Zarenmutter bestellt, lehnt aber das Geld ab. Marie bemerkt, dass Dimitri Anya liebt. Doch ein kurzes Gespräch zwischen den beiden gestaltet sich aufgrund von Anyas neuem Status sehr kühl. Bei dem Ball, der Anya der fürstlichen Gesellschaft als Anastasia vorstellen soll, erzählt Marie Anya davon, dass Dimitri gegangen ist – und zwar ohne Geld. Anya ist traurig. Außerdem stellt sie auf Anraten ihrer Großmutter hin ihre Entscheidung infrage, Großfürstin zu werden. Als Pooka in den Garten läuft, folgt sie ihm und läuft geradewegs in Rasputins Falle. Er kämpft gegen Anya und will sie von einer Brücke stürzen. Doch da taucht Dimitri überraschend wieder auf und rettet Anya. Sie zerstört Rasputins Dämonenglas, um den Mord an ihrer Familie zu rächen. Rasputin stirbt jetzt endgültig. Anya entscheidet sich gegen den Adel und für ein Leben mit Dimitri. Die beiden wollen auf Reisen gehen, aber Anya verspricht ihrer Großmutter, sie in Paris zu besuchen.

## Hintergrundinformationen
- Sankt Petersburg hieß 1917 Petrograd und 1927 Leningrad.
- Rasputin wurde nicht von der Zarenfamilie verstoßen, wie im Film behauptet. Diese hielt bis zu seinem Tod 1916 an ihm fest.
- Der Sturz der Zaren fand bereits mit der Februarrevolution 1917 statt. Zar Nikolaus II. befand sich zu diesem Zeitpunkt auf dem Rückweg von der Front. Nach der Abdankung wurde der Zar und seine Familie zunächst im Alexanderpalast unter Hausarrest gestellt, bevor sie zunächst nach Tobolsk und nach der Oktoberrevolution nach Jekaterinburg verbracht wurden, wo es zu ihrer Ermordung kam.
- Der Erste Weltkrieg und der darauffolgende russische Bürgerkrieg werden im Film nicht thematisiert.
- Anastasias Großmutter Großfürstin Marie hielt sich 1927 in Dänemark auf.
- Verschiedene Frauen, wie Eugenia Smith oder Anna Anderson, gaben sich als Anastasia aus. Seit 2007 gilt es jedoch als erwiesen, dass Anastasia zusammen mit dem Rest ihrer Familie ermordet wurde.

## Synchronisation
Die deutsche Synchronisation fanden bei der Berliner Synchron statt. Lutz Riedel war für Dialogbuch und -regie verantwortlich, Andreas Hommelsheim für die Musikalische Leitung.
| Rolle                  | Englischer Sprecher                     | Deutscher Sprecher                        |
| ---------------------- | --------------------------------------- | ----------------------------------------- |
| Anya/Anastasia         | Meg Ryan Liz Callaway (Gesang)          | Anja Kling Jana Werner (Gesang)           |
| Junge Anastasia        | Kirsten Dunst Lacey Chabert (Gesang)    | Giuliana Jakobeit Jana Werner (Gesang)    |
| Dimitri                | John Cusack Jonathan Dokuchitz (Gesang) | Patrick Winczewski Hendrik Bruch (Gesang) |
| Junger Dimitri         | Glenn Walker Harris                     | John Alexander Döring                     |
| Vladimir               | Kelsey Grammer                          | Jürgen Kluckert                           |
| Rasputin               | Christopher Lloyd Jim Cummings (Gesang) | Joachim Kemmer                            |
| Bartok                 | Hank Azaria                             | Peer Augustinski                          |
| Sophie                 | Bernadette Peters                       | Angelika Milster                          |
| Zar Nikolai II.        | Rick Jones                              | Lutz Riedel                               |
| Großfürstin Marie      | Angela Lansbury                         | Ingeborg Wellmann                         |
| Kameradin Phlegmenkova | Andrea Martin                           | Evelyn Meyka                              |

## Musik zum Film
| - Was erzählt wird in St. Petersburg - Reise durch die Zeit - Es war einmal im Dezember (Once Upon a December) | - Tief im Dunkel der Nacht - Man kann alles lernen - Man kann alles lernen (Walzer Reprise) - Dein Leben beginnt in Paris | - At the Beginning - Journey to the Past - Prolog - Gespräche über Sophie | - Der Alptraum - Entführung und Vereinigung - Erinnerungen mit Großmutter - Ende |

## Auszeichnungen
- Nominierung für den Oscar in der Kategorie „Beste Musik“ 1998, „Original musikalischer oder Comedy Score“ für Stephen Flaherty, Lynn Ahrens und David Newman[3]
- Nominierung für den Oscar in der Kategorie „Bester Song“ 1998[4]

Das Lied Journey to the Past erhielt:
- Nominierung bei den Motion Picture Sound Editors für den Golden Satellite Award in den Kategorien „Best Motion Picture – Animated or mixed media“ für Don Bluth und Gary Goldman, „Outstanding Original Score“ für David Newman, „Outstanding Original Song“ für Stephen Flaherty (Musik) und Lynn Ahrens (Texte) – (Song Journey to the past) und in der Kategorie „Outstanding Original Song unknown“ für das Lied Once upon in December, 1998[5]
- Nominierung bei den Annie-Awards in den Kategorien „Outstanding Archivement in an Animated Theatrical Feature“, „Outstanding Individual Achievement for Directing in an Animated Feature Production“ für Don Bluth und Gary Goldman, „Outstanding Individual Achievement for music in an Animated Feature Production“ für Stephen Flaherty (Musik) und Lynn Ahrens (Texte), „Outstanding Individual Achievement for effects Animation“ für Peter Matheson, „Outstanding Individual Achievement for Directing in an Animated Feature Production“ für Don Bluth und Gary Goldman, „Outstanding Individual Achievement for Voice Acting by a female Performer in an Animated Feature Production“ für Angela Lansbury (für ihre Rolle als Großfürstin Marie), „Outstanding Individual Achievement for Voice acting by a Female Performer in an Animated Feature Production“ für Meg Ryan als Stimme für die ältere Anastasia und „Outstanding Individual Achievement for writing in an Animated Feature Production“ für Eric Tuchman, Susan Gauthier, Bruce Graham, Bob Tzudiker und Noni White, 1998[6]
- Nominierung für den Golden Globe in den Kategorien „Best Original Song – Motion Picture“ für Stephen Flaherty (Musik) und Lynn Ahrens (Texte) für das Lied Journey to the past und in der Kategorie „Best Original Song – Motion Picture“ ebenfalls an Stephen Flaherty (Musik) und Lynn Ahrens (Texte) für das Lied Once upon a december, 1998[7]
- Nominierung bei den Motion Picture Sound Editors für den Golden Reel Award in der Kategorie „Best Song Editing – Animated Feature unknown“, 1998[5]
- Gewonnen bei den „Annie Awards“ den Award „Annie“ hat Hank Azaria in der Kategorie „Outstanding Individual Achievement for Voice Acting by a Male Performer in an Animated Feature Production“ für die Stimme als Bartok, 1998[6]
- Gewonnen bei den „ASCAP Film and Television Music Awards“ den ASCAP Award haben Lynn Ahrens und Stephen Flaherty in der Kategorie „Most Performed Songs from Motion Pictures“ für das Lied At the beginning, 1999[5]
- Gewonnen bei den Blockbuster Entertainment Awards den „Blockbuster Entertainment Award“ hat der Film in der Kategorie „Favorite Animated Family Movie“, 1998[5]
- Gewonnen bei den Broadcast Film Critics Association Awards den „BFCA Award“ hat der Film in der Kategorie „Bester Familienfilm“, 1998[1]
- Gewonnen bei der Casting Society of America den „Artios“ hat Brian Chavanne in der Kategorie „Best Casting for Animated Voiceover“, 1998[8]
- Gewonnen bei den Kansas City Film Critics Circle Awards den „KCFCC Award“ hat der Film in der Kategorie „Bester Animierter Film“, 1997[9]
- Gewonnen bei den Motion Picture Sound Editors den „Golden Reel Award“ haben Brent Brooks (Musikeditor) und Tom Villano (Scoring Editor) in der Kategorie „Best Sound Editing – Animated Feature Unknown“, 1998[10]
- Gewonnen bei den Young Artist Awards den „Special Award“ hat der Film in der Kategorie „Best Family Feature Film – Animation“, 1998[11]

## Kritiken
„Das satte Startwochendeinspiel von 15 Mio. Dollar des mit großer Spannung erwarteten Animationsabenteuers aus dem Hause Fox, das damit erfolgreich ansetzt, Disneys Monopol auf dem Animationsmarkt zu brechen, kann sich sehen lassen. [...] Die technischen Aspekte wurden mehr als adäquat abgedeckt, lediglich die Vermischung unterschiedlicher Zeichenstile ist zunächst ein wenig gewöhnungsbedürftig. Zu bemängeln sind die ausgedehnten Höllen-Nummern mit Rasputin und seiner teuflischen Brut, die auf kleine Kinder ein bißchen arg verstörend wirken könnten. Dabei war die ausgeprägte Betonung dieses Aspekts gar nicht notwendig, da das unterhaltsame Märchen auch so über genügend Romantik und unbestreitbaren Charme verfügt, um vor allem junge Mädchen nachhaltig zu begeistern.“

„‚Anastasia‘ ist ein aufwändig gestalteter Zeichentrickfilm, der den Vergleich mit Disney nicht zu scheuen braucht. [...] Unterm Strich bleibt ein perfekter Zeichentrickfilm, der zwar jeden Geschichtsprofessor in Ohnmacht fallen lässt, aber Groß und Klein werden wohl ‚Anastasia‘ in ihr Herz schließen.“